# Forces de missiles stratégiques de la Corée du Nord
Les Forces de missiles stratégiques de la Corée du Nord (Josŏn-gŭl: 조선 인민군 전략 로케트 군, Hanja: 朝鮮 人民 軍 戰略 로케트 軍, romanisation:Josŏn inmin-gun jŏllyak rokhethŭ kun), initialement connues sous le nom de Bureau des missiles (Josŏn'gŭl : 미사일 지도국; Hanja : 미사일 指導 局) sont la branche de l'Armée populaire de Corée qui commande les missiles stratégiques nucléaires et conventionnels de la Corée du Nord. Elle est créée en 1999 par le regroupement de plusieurs unités d'artillerie au sein d'un Bureau des missiles relevant directement du Commandant suprême de l'Armée populaire. Ce n'est qu'en 2012 que Kim Jong-un appelle pour la première fois cette unité Forces de missiles stratégiques, lors de son discours commémoratif célébrant le centenaire de la naissance de Kim Il-sung.
Les Forces de missiles stratégiques développent et opèrent principalement les missiles balistiques nord-coréens assemblés localement mais le plus souvent dérivés d'anciens missiles soviétiques. Le programme de missiles balistiques naît au début des années 1980 par la rétro-ingénierie de missiles Scud à courte portée. Il bénéficie de l'aide des Chinois et des Soviétiques. La Corée du Nord n'adhère pas au Régime de contrôle de la technologie des missiles. Le premier missile à moyenne portée, le Nodong-1, est développé dans les années 1990 en coopération avec l'Iran et le Pakistan. Dans le même temps, la Corée du Nord cherche à devenir une puissance spatiale, avec les lanceurs Unha, et une puissance nucléaire. Son isolement sur la scène internationale et son faible niveau de développement freinent toutefois ces ambitions qui aboutissent finalement entre 2006 par une première explosion nucléaire et 2012 par le lancement réussi du satellite Kwangmyŏngsŏng 3. La poursuite de ces programmes d'armes nucléaires et de missiles entraine l'adoption de sanctions internationales contre la Corée du Nord. Si peu de nouveaux missiles sont testés dans les années 2000, depuis l'arrivée au pouvoir de Kim-Jong-un en 2011 la Corée du Nord a dévoilé plusieurs nouveaux modèles dont pour la première fois des missiles mobiles à portée intermédiaire ou intercontinental, dont le Hwasong-15 capable d'atteindre tout le territoire américain, et procédé à plus d'une centaine de tirs de missiles qui démontrent une nette élévation de leur niveau de performance et de fiabilité.
L'absence de publications officielles publiques rend très difficile l'évaluation du potentiel militaire des missiles de la Corée du Nord. En 2019, elle posséderait moins d'un millier de missiles à courte ou moyenne portée, ces derniers susceptibles d'être équipés d'une tête nucléaire. Aucune source officielle ne confirme à cette date que la Corée du Nord maîtrise la fabrication de véhicules de rentrée dans l'atmosphère capables de résister aux très hautes températures et la miniaturisation de ses armes nucléaires, conditions indispensables pour que sa force de dissuasion nucléaire devienne opérationnelle. De même, il n'existe pas en 2019 d'information sûre relative au déploiement opérationnel des missiles à portée intermédiaire (Hwasong 12) et intercontinentaux (Hwasong-14 (en) et Hwasong-15) testés avec succès en 2017.

## Historique
Pour un article plus général, voir Histoire du missile balistique.

### Les origines: réutilisation de technologies soviétiques et chinoises
Kim Il-Sung a probablement pris la décision politique d'établir une capacité de production de missiles indigènes en 1965, après l'échec des négociations d'acquisition de missiles menées avec l'Union soviétique. Comme au cours des années 1960, l'Union soviétique a néanmoins fourni des roquettes sol-sol (Frog-7), des missiles sol-air et des missiles sol-mer antinavires, les ingénieurs nord-coréens commencent à acquérir la maîtrise des technologies de base relatives à la propulsion, au guidage et aux systèmes de missiles. En 1965, la Corée du Nord fonde l'Académie militaire de Hamhung pour former le personnel de défense nord-coréen à la recherche et au développement de missiles.
En 1970, la Corée du Nord achète des missiles antinavires et sol-air à la Chine, et lui demande de l'aide pour établir son propre programme de développement d'une défense antimissile nationale. En septembre 1971, la Corée du Nord signe un accord de défense avec la Chine pour l'achat, le développement et la production de missiles balistiques. La coopération bilatérale porte notamment sur un programme de développement conjoint du DF-61 qui devait être un missile balistique à propulsion liquide d'une portée d'environ 600 km et doté d'une ogive de 1 000 kg ; mais ce programme est annulé en 1978 par les Chinois. En parallèle, la Corée du Nord cherche à nouveau à acquérir des missiles et des technologies soviétiques. Elle parvient finalement à obtenir des missiles balistiques R-17 (SS-1c Scud-B) de fabrication soviétique, via l'Égypte, à la fin des années 1970.
Le programme national nord-coréen de production de missiles balistiques peut alors véritablement prendre corps au début des années 1980. Le travail de rétro-ingénierie mené à partir des R-17 Scud B aboutit en 1984 avec les essais du Hwasong 5 et sa production en série à partir de 1987. Le Hwasong-5 aurait une portée de 320 km par rapport aux 300 km du Scud-B ; les 20 km supplémentaires sont attribués à des améliorations du système de propulsion du missile et non à une réduction de la masse de l'ogive. Au moment où la Corée du Nord commence à fabriquer le Hwasong-5, elle est approchée par l'Iran qui achète le missile pour l'employer dans la guerre avec l'Irak,. La Corée du Nord n'adhère pas au Régime de contrôle de la technologie des missiles de 1987.
Le développement de nouveaux missiles balistiques par la Corée du Nord se poursuit dès lors sans relâche. Dès que la production de série du Hwasŏng-5 est lancée, la Corée du Nord commence à développer le Hwasong-6, puis le Hwasong-9 (Scud-ER) de portée nettement accrue, et surtout le Rodong-1 (communément appelé Nodong-1 ou Hwasong-7) et le Taepodong-1,,. Le processus de rétro-ingénierie du Hwasong-5/Scud B soviétique nécessita trois ans et la mise sur pied de la production en série encore trois autres années. Le développement du Hwasong-6/Scud C a pris entre trois et sept ans aux Nord-Coréens, et celui du Rodong-1 entre cinq et dix ans. Pour le Taepodong I, la Corée du Nord eut besoin de huit ans de développement. Le Rodong-1 semble dérivé du Scud par augmentation de ses dimensions d'un facteur √2 et bénéficie aussi de technologies développées par le bureau d'études Makeïev soviétique, concepteur d'origine des Scud et d'autres missiles comme le R-27/SS-N-6. Le moteur du Rodong-1 est de conception soviétique, réalisée par le bureau d'études Isayev pour le compte de Makeïev. Sans qu'il ne soit possible d'en faire l'exact partage, les avancées de cette première phase du programme balistique nord-coréen, jusqu'au milieu des années 1990, résultent de la combinaison de travaux de rétro-ingénierie menés par les Nord-Coréens et de l'assistance directe d'ingénieurs de bureaux d'étude soviétiques, de façon officielle, ou de leur initiative à un moment où l'Union soviétique s'effondre laissant le champ libre.
Le Rodong-1 a très probablement été réalisé en collaboration avec l'Iran et le Pakistan. L'Iran développe à la fin des années 1990 le MRBM Shahab-3 à partir de missiles Rodong-1 complets livrés par la Corée du Nord ou de certains de ses composants. Le Pakistan se procure 12 à 25 missiles Rodong-1 dont il produit localement sa propre version, le MRBM Hatf 5 Ghauri (en), testé à partir de 1998. On pense que l'Irak, l'Égypte, la Syrie et la Libye ont négocié l'acquisition du Rodong-1, mais que ces contrats n'ont pas abouti. Le Taepodong-1 est le résultat de l'assemblage d'un Rodong-1, en tant que premier étage, et d'un Hwasong-5 ou 6 en tant que deuxième étage, surmonté d'un troisième étage à poudre,.

### Des progrès lents mais inquiétants de par les tests d'armes nucléaires
Lorsque Kim Jong-il arrive au pouvoir à la mort de son père en 1994, l'arsenal nord-coréen de missiles balistiques repose sur des versions améliorées et produites localement des Scud, et sur un missile à moyenne portée, le Nodong-1, qui n'a été testé que trois fois dont une seule fois avec succès en 1993, ce qui n'empêche pas son déploiement opérationnel en nombre à partir de 1994-1995.
La Corée du Nord cherche à devenir une puissance spatiale capable de mettre en orbite des satellites à usage civil ou militaire. Les lanceurs spatiaux nord-coréens sont des versions modifiées de missiles balistiques militaires. En 1998, la Corée du Nord procède au lancement d'un satellite par un missile Taepodong-1 modifié par l'ajout d'un troisième étage à propulsion solide. L'unique tir de ce lanceur est un demi-succès : le satellite est bien placé sur une orbite basse, mais il est détruit par l'explosion du troisième étage. Ce test, le premier effectué sous le règne de Kim Jong Il, est la première tentative de la Corée du Nord de lancer un missile à plusieurs étages. Il conduit à des négociations entre les États-Unis et la Corée du Nord qui aboutissent à un moratoire sur les essais de missiles qui dure jusqu'en 2006. Il a également donné des arguments aux tenants du développement de la défense antimissile balistique des États-Unis. Le survol du Japon a causé suffisamment de problèmes diplomatiques pour que la Corée du Nord commence la construction de la base de lancement de Sohae sur la côte Ouest de la Corée du Nord. Depuis la fin de sa construction en 2012, les tentatives de lancement de satellites ont toutes été effectuées depuis Sohae selon des trajectoires qui ne survolent pas le Japon.
Il est probable que le Taepodong-1 n'ait été qu'un démonstrateur technologique dans le processus de mise au point d'un lanceur aux capacités très supérieures et développé dans une optique duale, civile sous l'appellation Unha et militaire sous l'appellation Taepodong-2. Tous les tirs effectués entre 2006 et 2016 le sont dans sa version de lanceur spatial à trois étages. La version militaire est créditée d'une portée supérieure à 10 000 km avec une charge utile de 750  à   1 000 kg,.
Mais l'évènement majeur sous la direction de Kim Jong-il est que la Corée du Nord procède à essai nucléaire le 9 octobre 2006. Faisant suite au tir de 7 missiles le 5 juillet 2006, dont le  Taepodong-1 de portée intercontinentale, qui avait déjà provoqué une crise diplomatique, cette explosion nucléaire a pour conséquence le vote de la résolution 1718 par le Conseil de sécurité de l'ONU. Cette résolution « exige de la République populaire démocratique de Corée qu’elle ne procède à aucun nouvel essai nucléaire ou tir de missiles balistiques » et met en place un ensemble de sanctions économiques et financières visant à l'empêcher de poursuivre ses programmes nucléaires et balistiques,,.

### Accélération du programme sous la direction de Kim Jong-un
Kim Jong-un succède à son père le 17 décembre 2011. Les programmes nucléaire et balistique nord-coréens connaissent depuis une accélération spectaculaire. Entre 2013 et 2017, la Corée du Nord effectue quatre essais nucléaires. Depuis l'arrivée au pouvoir de Kim Jong-un, la Corée du Nord a dévoilé plusieurs nouveaux missiles et effectué à la mi-2020 près de quatre fois plus de tests de missiles balistiques qu'entre 1984 et 2010. Les avancées nord-coréennes portent non seulement sur des missiles à courte ou moyenne portée, comme le Hwasong 11, apparemment dérivé du SS-21 Scarab soviétique, ou comme le KN-18 Scud MaRV version modernisée des Scud B/C dotée d'une tête de rentrée manœuvrable et donc plus précise, mais aussi pour la première fois sur des missiles intercontinentaux (ICBM) capables d'atteindre les États-Unis et sur des missiles pouvant être lancés en plongée (MSBS),.
Le lancement du satellite Kwangmyŏngsŏng 3 numéro 2 par une fusée Unha-3 / Taepodong-2 le 12 décembre 2012 et l'essai nucléaire du 12 février 2013, largement condamnés par la communauté internationale, provoquent une crise diplomatique qui conduit le Conseil de sécurité des Nations unies à se saisir à nouveau de ce sujet. La résolution 2094 (en) votée le 7 mars 2013 à l'unanimité par le Conseil de sécurité impose de nouvelles sanctions contre la Corée du Nord et « réaffirme [la] décision selon laquelle la RPDC doit abandonner tous autres programmes existants d’armes de destruction massive et de missiles balistiques, de façon complète, vérifiable et irréversible »,. Pourtant, en tant qu'ICBM, la valeur militaire du Taepodong-2 est très limitée en raison de son mode de lancement depuis un pas de tir non protégé et du délai de plusieurs jours requis pour préparer son lancement.
Pour atteindre son objectif de disposer in fine d'un ICBM moderne, la Corée du Nord mène en parallèle le développement de plusieurs missiles, qui utilisent pour partie des composants communs, et organise une campagne de tests en 2016 et 2017 au cours de laquelle s'enchaînent à un rythme rapide les lancements de missiles de portée croissante. Cette mise en scène minimise les risques politiques interne comme externe, et en cas de succès maximise l'effet d'image de ce qui peut apparaître comme une progression spectaculaire de la technologie des missiles testés par la Corée du Nord. La campagne de tests commence entre avril et octobre 2016 par six tirs d'essai du Hwasong-10/ Musudan dont un seulement avec succès sur la base duquel sa portée maximale a pu être estimée à environ 4 000 km. Ces tirs montrent que ce missile n'est pas seulement la maquette montrée en public pour la première fois en 2010 et qu'il peut atteindre les bases américaines dans le Pacifique (y compris celle de Guam) et tout le territoire japonais. À partir d'avril 2017, les Nord-coréens lancent à six reprises le Hwasong 12, un IRBM d'une portée démontrée comprise entre 3 300 et 4 500 km.
Deux autres missiles, présumés utiliser les mêmes moteurs mais à plus longue portée que le Musudan, les KN-08 et KN-14, semblent ne jamais avoir été testés en vol. L'absence de ces trois types de missiles lors de la grande parade militaire du 8 février 2018 incite à penser que les  difficultés rencontrées dans leur mise au point ont conduit à leur abandon dès lors que d'autres modèles d'IRBM et d'ICBM ont pu être testés avec succès en 2017.
Deux ICBM sont ensuite testés au cours du second semestre de 2017. Le 4 juillet 2017, la Corée du Nord teste avec succès son premier véritable ICBM, le Hwasong-14 (en),. Le missile, tiré à un angle élevé, atteint une altitude d'environ 2 800 km avant de s'abimer dans la mer du Japon, à environ 930 km de son pas de tir. La portée de ce missile serait comprise entre 6 700 km et 8 000 km s'il était lancé sur une trajectoire plus efficace. La communauté internationale condamne le test, et les États-Unis et la Corée du Sud mènent un exercice militaire conjoint en réponse. La Corée du Nord  teste le Hwasong-14 une deuxième fois le 28 juillet, avec des performances améliorées, indicatives d'une portée optimale de plus de 10 000 km.
Le 28 novembre 2017, la Corée du Nord teste avec succès le Hwasong-15, un ICBM capable selon elle de délivrer une ogive nucléaire n'importe où aux États-Unis, grâce à une portée estimée de 13 000 km. Des officiels américains déclarent toutefois que la tête du missile s'est désintégrée lors de la rentrée dans l'atmosphère. L’agence de presse officielle nord-coréenne KCNA affirme que « le système d’armes de type ICBM Hwasong-15 est un missile intercontinental équipé d’une ogive lourde extra-large capable de frapper la totalité du continent américain ». Kim Jong-un déclare que la Corée du Nord a « enfin réalisé le grand dessein historique d'achever le développement d'une force nucléaire d'État et de ses missiles ». Un dégel diplomatique s'ensuit, au cours duquel Kim Jong-un propose en avril 2018 « d'arrêter les essais nucléaires et les lancements de missiles balistiques intercontinentaux ». Il rencontre Donald Trump le 12 juin 2018 à Singapour,.
La reprise du dialogue entre la Corée du Nord et les États-Unis, et en parallèle entre les deux Corées, se traduit par une pose dans les essais de missiles. Mais, après un deuxième sommet infructueux entre les deux dirigeants le 27 février 2019 au Viêt Nam, la Corée du Nord reprend ses essais de missiles. Les 4 mai et 9 mai 2019, la Corée du Nord lance trois missiles balistiques à courte portée KN-23, qui ont été présentés pour la première fois lors d'un défilé militaire à Pyongyang en février 2018. Entre mai 2019 et mars 2020, 30 essais de SRBM des modèles KN-23, KN-24 et KN-25 sont effectués, tous avec succès sauf un. Ces trois nouveaux types de missiles à propulsion solide et dont la bonne précision est mise en évidence par leur tir sur des ilots rocheux et non plus en pleine mer, démontrent les progrès technologiques accomplis ces dernières années par la Corée du Nord et améliorent les capacités de frappe conventionnelle du pays.
Les tirs de missiles effectués par la Corée du Nord revêtent le plus souvent une forte dimension politique. C'est à nouveau le cas avec ces tirs de missiles à courte portée. Il s'agit pour les nord-coréens, sans recourir à des provocations majeures aux conséquences plus imprévisibles que constitueraient de nouveaux essais nucléaires ou de nouveaux tirs de missiles intercontinentaux, de continuer de faire pression sur la Corée du Sud et les États-Unis alors que les négociations sur les programmes nucléaires et de missiles nord-coréens et la levée des sanctions sont dans l'impasse. Ces démonstrations limitées de force ont aussi pour objet de renforcer la cohésion interne des dirigeants nord-coréens.
La RPDC cherche aussi à développer une composante sous-marine afin d'améliorer la capacité de survie de ses forces nucléaires à des frappes préemptives et de faire peser sur ses ennemis potentiels une nouvelle forme de menace plus difficile à évaluer en permanence. Un premier MSBS (ou SLBM) de type KN-11 Pukguksong-1 est lancé en 2016 depuis une barge sous-marine. Un deuxième modèle, le KN-26 Pukguksong-3, est lancé en 2019. Il parcourt 450 km après avoir atteint son apogée à 910 km d'altitude. Avec une trajectoire balistique optimale, sa portée est estimée à 1 900 km. Les Nord-coréens ont aussi procédé en 2017 à deux tests du MRBM Pukguksong-2 qui semble une version sol-sol du Pukguksong-1.

## Principaux missiles en développement ou opérationnels

### Tableau des missiles
Le tableau ci-dessous présente les caractéristiques techniques et militaires des missiles balistiques nord-coréens à partir de sources publiques,,. En l'absence d'informations précises fournies par la Corée du Nord, ces données comportent un degré élevé d'incertitude. Les données suivantes figurent dans ce tableau :
- Désignation : nom du missile le plus couramment employé par les sources occidentales.
- Autre appellation : autres noms utilisés pour désigner le missile.
- Type : classification du missile en fonction de sa portée ou de son milieu de lancement (SRBM : courte portée ; MRBM : moyenne portée ; IRBM : portée intermédiaire ; ICBM : intercontinental ; SLBM lancé depuis un sous-marin).
- Tests / An : année du premier test connu.
- Tests / Nb : nombre de tests effectués, réussis ou non.
- Et. : nombre d'étages.
- Pr. : mode propulsion (L : liquide ; S : solide ; S/L : solide ou liquide selon les étages).
- Masse : masse au décollage incluant l'ogive militaire.
- Portée : portée maximale de tir (en km).
- Charge utile : masse de la charge militaire (en kg).
- Lanc; : site de lancement (TEL : missile mobile lancé depuis un tracteur-érecteur-lanceur ; SIL : silo enterré ; TIR : pas de tir non protégé ; SLE : sous-marin lanceur d'engins).
- Stat. : statut (DEV : en développement ; OPE : opérationnel ; OBS : obsolète ; NC : non connu).
- Nbre. : nombre estimé de missiles opérationnels.

| Désignation     | Autre appellation        | Type | Tests | Tests | Caractéristiques techniques | Caractéristiques techniques | Caractéristiques techniques | Caractéristiques techniques | Caractéristiques militaires | Caractéristiques militaires | Caractéristiques militaires | Caractéristiques militaires |
| Désignation     | Autre appellation        | Type | An    | Nb    | Et.                         | Pr.                         | Masse (t)                   | Portée (km)                 | Charge utile (kg)           | Lanc.                       | Stat.                       | Nbre. (unités)              |
| --------------- | ------------------------ | ---- | ----- | ----- | --------------------------- | --------------------------- | --------------------------- | --------------------------- | --------------------------- | --------------------------- | --------------------------- | --------------------------- |
| Hwasong 5       | R-17/8K14/SS-1c/Scud B   | SRBM | 1984  | 10    | 1                           | L                           | 5,9                         | 285–330                     | 770–950                     | TEL                         | OPE                         | ~200                        |
| Hwasong-6       | R-17M/8K14M/SS-1d/Scud C | SRBM | 1989  | 27    | 1                           | L                           | 6,1                         | 500–600                     | 700                         | TEL                         | OPE                         | ~300                        |
| Hwasong-9 (en)  | R-17MU/Scud-D/Scud-ER    | SRBM | 1993  | 8     | 1                           | L                           | 6,4                         | 800–1 000                   | 500                         | TEL                         | OPE                         |                             |
| Hwasong 11,     | KN-02 Toksa              | SRBM | 2004  | 20    | 1                           | S                           | 2,0                         | 120–140                     | 485                         | TEL                         | OPE                         | ~100                        |
| KN-18 Scud MaRV | Scud B MaRV, Scud C MaRV | SRBM | 2017  | 4     | 1                           | L                           |                             | 450                         |                             | TEL                         | DEV                         |                             |
| KN-23           |                          | SRBM | 2019  | 8     | 1                           | S                           | 3,4                         | 450                         | 500                         | TEL                         | DEV                         |                             |
| KN-24           |                          | SRBM | 2019  | 6     | 1                           | S                           |                             | 410                         | 400–500                     | TEL                         | DEV                         |                             |
| KN-25           |                          | SRBM | 2019  | 16    | 1                           | S                           | 3,0                         | 380                         |                             | TEL                         | DEV                         |                             |
| Nodong-1        | Rodong-1, Hwasong-7      | MRBM | 1993  | 16    | 1                           | L                           | 16,5                        | 1 300                       | 500–650                     | TEL                         | OPE                         | ~200                        |
| Pukguksong-2    | KN-15                    | MRBM | 2017  | 2     | 2                           | S                           |                             | 1 200–2 000                 |                             | TEL                         | OPE                         |                             |
| Taepodong-1,    | Paeutudan-1, TD-1        | IRBM | 1998  | 1     | 2                           | L/S                         | 20,7                        | 2 200–2 900                 | 750–1 000                   | TIR                         | OBS                         |                             |
| Hwasong-10      | Nodong B, BM-25, Musudan | IRBM | 2016  | 8     | 1                           | L                           |                             | 2 500–4 000                 | 950–1 000                   | TEL                         | OPE                         | ~50                         |
| Hwasong 12      | KN-17                    | IRBM | 2017  | 6     | 1                           | L                           |                             | 3 300–4 500                 | 1 000                       | TEL                         | DEV                         |                             |
| Taepodong-2     | Variante du SLV Unha-3   | ICBM | 2012  | 5     | 3                           | L/S                         | 64                          | 10 000                      | 1 000–1 500                 | TIR                         | OBS                         |                             |
| Hwasong-13,     | KN-08, KN-08 Mod2, KN-14 | ICBM |       |       | 3                           | L                           |                             | 5 500–11 500                |                             | TEL                         | OBS                         |                             |
| Hwasong-14 (en) | KN-20                    | ICBM | 2017  | 2     | 2                           | L                           |                             | 10 000                      | 1 000                       | TEL                         | DEV                         |                             |
| Hwasong-15      | KN-22                    | ICBM | 2017  | 1     | 2                           | L                           |                             | 8 500–13 000                | 1 000                       | TEL                         | DEV                         |                             |
| Pukguksong-1    | KN-11                    | SLBM | 2016  | 6     | 1                           | S                           |                             | 1 200                       |                             | SLE                         | DEV                         |                             |
| Pukguksong-3    | KN-26                    | SLBM | 2019  | 1     | 2                           | S                           |                             | 1 900                       |                             | SLE                         | DEV                         |                             |

De façon générale, le niveau de fiabilité des missiles nord-coréens et leur précision sont généralement considérés comme faibles. Ils constituent toutefois une menace prise au sérieux par la Corée du Sud et le Japon qui renforcent dans les années 2010 leur défense antimissile et plus globalement consacrent davantage de moyens à leur défense. De leur côté, les États-Unis continuent de renforcer leurs capacités de défense contre les missiles nord-coréens.

### Tests effectués entre 1984 et juin 2020
Selon la base de données gérée par le James Martin Center for Nonproliferation Studies, la Corée du Nord a procédé entre 1984 et mi-2020 à 149 tests de missiles balistiques.
Pour des raisons techniques, il est temporairement impossible d'afficher le graphique qui aurait dû être présenté ici.

## Déploiement et armement des missiles
Les programmes de missiles sont partout couverts en partie par le secret militaire et peu d'informations officielles sont donc disponibles. C'est particulièrement le cas de la Corée du Nord dont les informations qu'elle publie lors des tests de missiles relèvent avant tout de la diplomatie et de la propagande. Les informations issues du renseignement rendues publiques et celles publiées par les médias sont elles-mêmes susceptibles de biais ou de manipulations. Bien que dans la durée et surtout pour les missiles les plus anciens les informations disponibles permettent aux laboratoires d'idées spécialisés de publier des analyses assez détaillées, un rapport de la RAND Corporation de 2012 met en évidence les incohérences et les doutes relatifs à la réalité opérationnelle du programme de missiles de la Corée du Nord, en raison notamment du faible nombre de tests effectués. 
Les efforts de la Corée du Nord pour disposer d'une force de dissuasion nucléaire crédible, en mesure de garantir la survie du régime, dépendent pour une large part des capacités de ses missiles balistiques et de croisière. 
Jusqu'en 2015, les vecteurs nord-coréens comprenaient moins d'un millier de missiles balistiques à courte ou moyenne portée basés sur de vieilles technologies soviétiques et quelques dizaines de bombardiers anciens Il-28 capables d'atteindre la Corée du Sud et la plupart des cibles potentielles au Japon. Selon un rapport publié en 2015 par l'U.S.-Korea Institute at the Johns Hopkins School of Advanced International Studies, l'inventaire des vecteurs nord-coréens comprend : 
- ~ 500 à 600 missiles balistiques mobiles à courte portée Hwasong 5, Hwasong-6 (dérivés des Scud et pouvant transporter une charge militaire entre 300 et 600 km), et Hwasong-9 (Scud-ER) de plus grande portée ;
- ~ 200 missiles balistiques à moyenne portée Nodong-1, un missile mobile à carburant liquide d'une portée de 1 200 à 1 500 km et suffisamment précis pour attaquer des villes, des ports et des bases militaires ;
- ~ 100 missiles balistiques mobiles à courte portée Hwasong 11 (KN-02 Toksa), basés sur l'ancien SRBM SS-21 Scarab soviétique, plus modernes que les Scud ;
- ~ 40 à 60 bombardiers légers Il-28 construits sur un modèle soviétique des années 50.

Le rapport Ballistic and Cruise Missile Threat publié en 2017 par le département de la Défense américain fournit des estimations du nombre de lanceurs : la Corée du Nord posséderait moins de 100 TEL de missiles à courte portée dérivés des Scud B/C, et un nombre équivalent de TEL pour ses missiles à moyenne portée Nodong-1. Ce rapport estime à 50 le nombre de lanceurs du missile de portée intermédiaire Hwasong-10 Musudan, dont les difficultés de mise au point font douter de son déploiement opérationnel.
Cet inventaire de 2015 ne comprend volontairement pas le Taepodong-2 (Unha 3), lanceur spatial testé avec succès en 2012, qui pourrait dans une version militarisée emporter une charge utile de 500 à 1 000 kg à une distance supérieure à 10 000 km, mais dont la faible fiabilité et la vulnérabilité durant la préparation du tir obèrent fortement la valeur militaire.
Entre 2015 et 2017, la situation évolue considérablement : d'une part, la Corée du Nord réalise trois nouveaux essais nucléaires et d'autre part elle procède à des tests en grand nombre de nouveaux missiles plus modernes et de portée intermédiaire ou intercontinentale, capables pour certains d'atteindre les États-Unis, et aussi pour la première fois d'un missile mer-sol, le Pukguksong-1.
Fin 2017, la Corée du Nord dispose d'un sous-marin à propulsion diésel-électrique de la classe Sinpo équipé d'un tube de lancement de missile. Un deuxième sous-marin, plus grand, serait en cours de construction,. En juillet 2019, l'agence KCNA publie des photos de Kim-Jong-un en train d'inspecter un sous-marin qui semble être une version modifiée de la classe Romeo pour intégrer dans le kiosque trois lanceurs de SLBM Pukguksong-1 ou Pukguksong-3,. Le déploiement opérationnel de ces missiles à bord de sous-marins, même largement obsolètes, renforcerait la capacité de survie à une première frappe des forces nucléaires nord-coréennes.
Dès que la Corée du Nord maîtrisera la fabrication de véhicules de rentrée dans l'atmosphère capables de résister aux très hautes températures et la miniaturisation de ses armes nucléaires, ces vecteurs dont le développement a été entrepris en avance de phase par rapport aux armes nucléaires, et donc en nombre très supérieur au nombre d'ogives nucléaires que les Coréens sont capables de produire, auront la capacité à porter une politique de dissuasion nucléaire crédible en Asie du Nord-Est,. À cet égard, l'incertitude demeure forte. Selon l'étude North Korean nuclear capabilities publiée en 2018 par la Federation of American Scientists, les Nord-coréens auraient à cette date produits assez de matière fissile pour fabriquer de 30 à 60 armes nucléaires et en auraient déjà assemblés de 10 à 20, mais aucune information de source fiable ne confirme ni n'infirme que les Nord-coréens ont pu en équiper dans des conditions opérationnelles les missiles Nodong-1. 
La possession d'autres types d'armes de destruction massive que les armes nucléaires par la Corée du Nord est considérée comme étant très probable. Peu d'informations sont disponibles concernant la nature exacte des ogives dont les différents types de missiles sont dotés. La RPDC n'est pas partie à la Convention sur l'interdiction des armes chimiques et disposerait d'un vaste stock d'armes chimiques. La Corée du Nord affirme qu'elle ne possède pas d'armes chimiques. Bien qu'il soit difficile d'évaluer les stocks et les capacités d'armes chimiques, la RPDC est considérée comme l'un des plus grands détenteurs d'armes chimiques au monde, se classant troisième après les États-Unis et la Russie. En 2012, le ministère sud-coréen de la Défense nationale estimait que la RPDC posséderait entre 2 500 et 5 000 tonnes d'armes chimiques. Bien qu'elle soit un État partie à la Convention sur l'interdiction des armes biologiques et au Protocole de Genève, des éléments de preuves suggèrent que la Corée du Nord pourrait développer un programme offensif d'armes biologiques.